# Енбек (Жамбылский район)
Енбе́к (каз. Еңбек) — село в Жамбылском районе Жамбылской области Казахстана, входит в состав Колькайнарского сельского округа. Код КАТО — 314045200.

## География
Село расположено в западно-центральной части Жамбылского района, в 15 километрах к северо-западу от областного центра города Тараз, в 3 километрах к востоку от районного центра села Аса, и в 4 километрах к югу от административного центра сельского округа села Тастобе. Ближайшая железнодорожная станция Аса (село Аса) — расположена в 5 километрах к западу от села (по дороге — 6,5 км). Соседние населённые пункты: Рахат в 2 километрах к северо-западу, Аса в 3 километрах к западу, Тастобе в 4 километрах к северу. Транспортное сообщение осуществляется поселочными дорогами, с выходом на автодорогу КН-2. Высота центра населённого пункта — 526 метров над уровнем моря. 

## Население
| Численность населения | Численность населения | Численность населения |
| 1989                  | 1999                  | 2009                  |
| --------------------- | --------------------- | --------------------- |
| 518                   | ↗528                  | ↗599                  |